# Abel Méndez
Abel Méndez (San Miguel de Tucumán, Tucumán, Argentina, 27 de octubre de 1992) es un futbolista argentino. Juega de mediocampista. Actualmente se desempeña en el Real Estelí Fútbol Club de la Primera División de Nicaragua.

## Clubes
| Club                   | País      | Año             |
| ---------------------- | --------- | --------------- |
| Aurora                 | Bolivia   | 2012            |
| Atlético Concepción    | Argentina | 2013            |
| San Jorge (Tucumán)    | Argentina | 2013 - 2014     |
| The Strongest          | Bolivia   | 2014 - 2015     |
| San José               | Bolivia   | 2015 - 2016     |
| Crucero Del Norte      | Argentina | 2016 - 2019     |
| Guillermo Brown        | Argentina | 2019 - 2021     |
| Crucero Del Norte      | Argentina | 2021            |
| San Martín de Mendoza  | Argentina | 2021            |
| Olimpo de Bahía Blanca | Argentina | 2022            |
| Crucero del Norte      | Argentina | 2023            |
| Real Estelí FC         | Nicaragua | 2023 - presente |